# Leucoloma ambreanum
Leucoloma ambreanum là một loài rêu trong họ Dicranaceae. Loài này được Renauld & Cardot mô tả khoa học đầu tiên năm 1891.